# غريغ دوكرتي
غريغ دوكرتي (بالإنجليزية: Greg Docherty)‏ هو لاعب كرة قدم بريطاني في مركز الوسط، ولد في 10 سبتمبر 1996 في ميلنغافي في المملكة المتحدة. شارك مع منتخب اسكتلندا تحت 21 سنة لكرة القدم. أما مع النوادي، فقد لعب مع شروزبري تاون ونادي رينجرز وهاميلتون أكاديميكال.

## وصلات خارجية
- غريغ دوكرتي على موقع قاعدة بيانات كرة القدم.إي يو (الإنجليزية)
- غريغ دوكرتي على موقع Soccerbase.com (لاعب) (الإنجليزية)
- غريغ دوكرتي على موقع Soccerway.com (الإنجليزية)